# لوک او ناین
لوک او ناین (انگلیسی: Luke O'Nien؛ زادهٔ ۲۱ نوامبر ۱۹۹۴) بازیکن فوتبال اهل بریتانیا است.
از باشگاه‌هایی که در آن بازی کرده‌است می‌توان به باشگاه فوتبال وایکام واندررز، باشگاه فوتبال ویلدستون، و باشگاه فوتبال واتفورد اشاره کرد.